# Allée de Fontenay
L'allée de Fontenay est une voie de circulation des jardins de Versailles, en France.

## Description
L'allée de Fontenay débute au sud-ouest sur l'allée de l'Accroissement et se termine environ 1 400 m au nord-est sur l'allée de Bailly.
Elle croise l'Allée de Gally, l'Allée de Travers et l'Allée de Choisy.